# Canepina
Canepina é uma comuna italiana da região do Lácio, província de Viterbo, com cerca de 3.095 (Cens. 2001) habitantes. Estende-se por uma área de 20,96 km², tendo uma densidade populacional de 147,66 hab/km². Faz fronteira com Caprarola, Soriano nel Cimino, Vallerano, Viterbo.

## Demografia
| Variação demográfica do município entre 1861 e 2011                               |
|                                                                                   |
| Fonte: Istituto Nazionale di Statistica (ISTAT) - Elaboração gráfica da Wikipedia |